# Reynoldsia trochanterata
Reynoldsia trochanterata är en tvåvingeart som beskrevs av Malloch 1934. Reynoldsia trochanterata ingår i släktet Reynoldsia och familjen husflugor. Inga underarter finns listade i Catalogue of Life.